# فريدي مكاي
فريدي مكاي (بالإنجليزية: Freddie McKay)‏ هو مغني جامايكي، ولد في 1947 في أبرشية سانت كاترين في جامايكا، وتوفي في 19 نوفمبر 1986 بسبب نوبة قلبية.

## وصلات خارجية
- فريدي مكاي على موقع ميوزك برينز (الإنجليزية)
- فريدي مكاي على موقع أول ميوزيك (الإنجليزية)
- فريدي مكاي على موقع ديسكوغز (الإنجليزية)